# Драхт
Дра́хт (арм. Դրախտ) — в древнеармянской мифологии часть загробного мира − райское место, куда попадают праведники. Противопоставляется Джохку. В Драхте стоит Партез — райский сад, посреди которого растёт мировое древо жизни − Кенац цар, являющееся центром мира и символом абсолютной реальности.
При рождении человека дух смерти Грох записывает на лбу человек его судьбу (чакатаги́р), которую изначально предопределяет Бахт. На протяжении всей жизни человека Грох отмечает в своей книге его грехи и благие поступки, которые должны быть сообщены на Божьем Суде. Грешники, идя по мосту из волос Мазе Камурджу, соскальзывают и падают в Огненную реку (Кракабоц гет), которая уносит их в Джохк, а праведники проходят по мосту и попадают в Драхт.